# Francisco do Nascimento
Francisco do Nascimento, né le 16 janvier 1983 à São Tomé à Sao Tomé-et-Principe, est un footballeur international santoméen. Il évolue au poste de milieu de terrain.

## Biographie

### En équipe nationale
Il reçoit sa première sélection avec l'équipe de Sao Tomé-et-Principe le 11 novembre 2011, contre le Congo (défaite 0-5). Il s'agit d'une rencontre rentrant dans le cadre des éliminatoires de la Coupe du monde 2014. Son deuxième match, toujours contre le Congo, a lieu trois jours plus tard (égalité 1-1).
Francisco do Nascimento dispute deux matchs comptant pour les éliminatoires du mondial 2014, et deux matchs rentrant dans le cadre des éliminatoires du mondial 2018.